# Okres Gänserndorf
Okres Gänserndorf je rakouským okresem ve spolkové zemi Dolní Rakousko. Jeho centrem je město Gänserndorf.

## Poloha okresu
Okres leží východně od Vídně, se kterou přímou sousedí. Jeho dalšími sousedy jsou: na východě Slovensko, částečně má hranici přímo s Bratislavou (tím pádem sousedí se dvěma hlavními evropskými městy), na jihu je jeho sousedem okres Bruck an der Leitha, na západě Korneuburg. Na severozápadě hraničí s okresem Mistelbach. Na území okresu se také nachází trojmezí Rakousko x Slovensko x Česko v lužních lesích u Lanžhota (Pohansko). Vzdálenost okresního města od zemského hlavního města St. Pöltenu je asi 100 km.

## Povrch okresu
Jižní část okresu tvoří plochá nížina Moravského pole. Při severozápadní hranici okresu se povrch zvedá do mírné pahorkatiny Weinviertelu. Ze dvou stran je okres vymezen velkými řekami: Dunajem z jihu (hranice s okresem Bruck an der Leitha) a Moravou z východu (hranice se Slovenskem). Nejvýznamnějšími toky protékajícími skrze území okresu jsou Rußbach a na severu Zaya.

## Správní členění
Okres Gänserndorf se člení na 44 obcí, mezi nimi je 5 měst a 26 městysů. V závorkách je uveden počet obyvatel.

### Města
- Deutsch-Wagram
- Gänserndorf
- Groß-Enzersdorf
- Marchegg
- Zistersdorf

### Městysy
- Angern an der March
- Auersthal
- Bad Pirawarth
- Drösing
- Dürnkrut
- Ebenthal
- Eckartsau
- Engelhartstetten
- Groß-Schweinbarth
- Hohenau an der March
- Hohenruppersdorf
- Jedenspeigen
- Lassee
- Leopoldsdorf im Marchfelde
- Matzen-Raggendorf
- Neusiedl an der Zaya
- Obersiebenbrunn
- Orth an der Donau
- Palterndorf-Dobermannsdorf
- Prottes
- Ringelsdorf-Niederabsdorf
- Schönkirchen-Reyersdorf
- Spannberg
- Strasshof an der Nordbahn
- Sulz im Weinviertel
- Weikendorf

### Obce

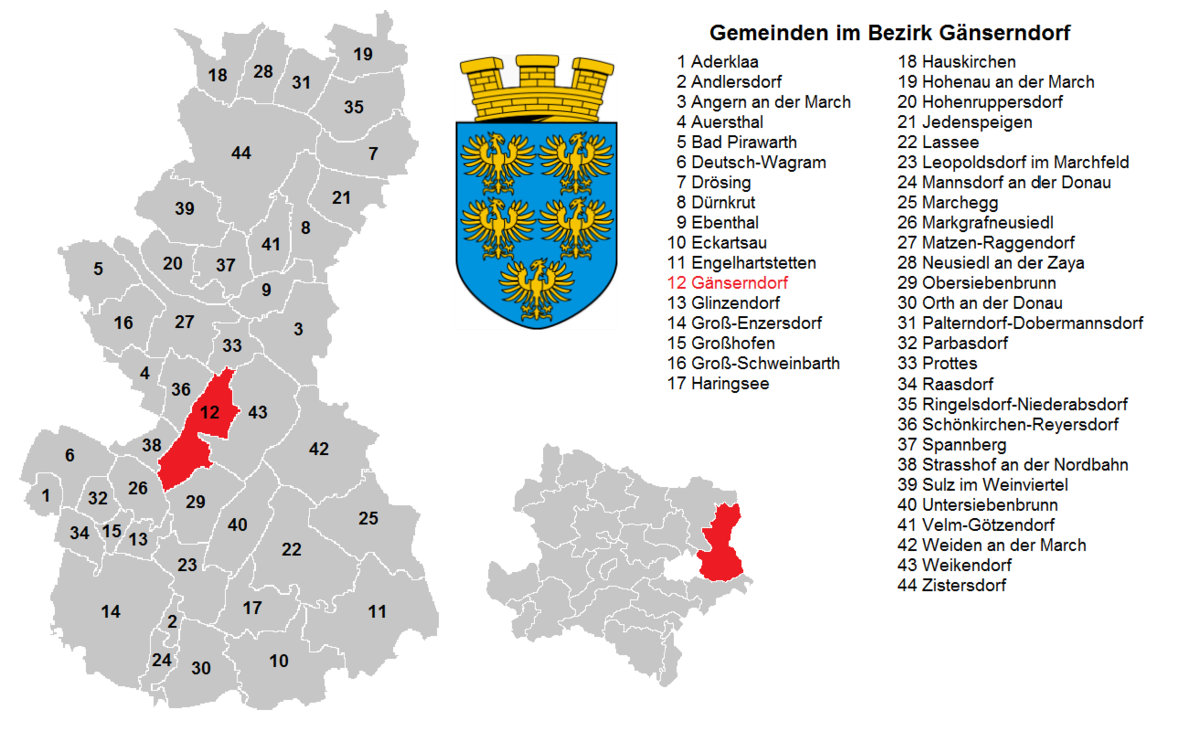
Obce v okrese Gänserndorf

- Aderklaa
- Andlersdorf
- Glinzendorf
- Großhofen
- Haringsee
- Hauskirchen
- Mannsdorf an der Donau
- Markgrafneusiedl
- Parbasdorf
- Raasdorf
- Untersiebenbrunn
- Velm-Götzendorf
- Weiden an der March